# Pseudopoda marmorea
Pseudopoda marmorea är en spindelart som beskrevs av Jäger 200. Pseudopoda marmorea ingår i släktet Pseudopoda och familjen jättekrabbspindlar.
Artens utbredningsområde är Nepal. Inga underarter finns listade i Catalogue of Life.